# 刘志 (北朝)
刘志（？—570年），本名思，弘农郡华阴县（今陕西省华阴市）人，北魏、西魏、北周官员。

## 生平
刘思是东汉太尉刘宽的十世孙，刘思的高祖刘隆在刘裕平定后秦姚泓时，因为是刘隆是宗室头等望族，刘裕就征召刘隆出任冯翊郡太守。刘隆后来遭受赫连氏的入侵，就到黄河洛水一带避难，所以定居在汝水颍水地区。刘思的祖父刘善在北魏天安年间被举荐为秀才，出任中书博士，后官至弘农郡太守、北雍州刺史。刘思的父亲刘瑰是汝南郡太守，后来获赠予徐州刺史。
刘志年少时喜好学习，博览群书，性格端方持重，又有军事谋略。北魏正光年间，刘志以明经被征召出任国子助教，出任行台郎中。永安初年（528年），刘志加宣威将军、给事中。永安二年（529年），刘志转任东中郎府司马、征虏将军。永熙二年（533年），刘志出任安北将军、银青光禄大夫、广州别驾。永熙三年（534年），高欢起兵进入洛阳，魏孝武帝西迁关中。刘志占据州城不归附东魏，秘密派遣使者前往长安表示归附。魏孝武帝很赞赏刘志，任命他担任广州长史、襄城郡太守。后来高欢派遣军队围攻，刘志力竭城池陷落，他秘密逃脱得免于难。
大统三年（537年），宇文泰派遣领军将军独孤信收复洛阳。刘志集合义徒，与郑伟、崔彦穆等人以广州归附西魏。宇文泰任命刘志出任大丞相府墨曹参军，封华阴县男，食邑二百户。刘志加大都督、抚军将军，转任中外府属，升任国子祭酒。宇文泰的庶长子宇文毓出任宜州刺史时，宇文泰以刘志担任宇文毓的幕府司录。宇文毓喜好儒学，对刘志十分钦佩敬重，大小事情都委任刘志处理。刘志也忠恕谨慎，匡正辅助宇文毓很得体。宇文泰对刘志加以嘉奖，曾经对他说:“卿所做的事，都很合我的心意。”于是赐名为志，并在宜州赐给刘志田宅，命令他迁居于此。宇文毓调任岐州刺史时，又命令刘志以本官身份护卫随从到任。宇文毓即位为周明帝后，刘志加右金紫光禄大夫、车骑大将军、仪同三司，进爵武乡县公，增加食邑总计一千户，并赐姓宇文氏。宇文邕当时为鲁公，周明帝诏令刘志担任鲁公府司马。
周武帝即位后，刘志升任骠骑大将军、开府仪同三司、刑部中大夫。刘志执法公正平允，很得当时人的赞誉。莲勺县境内经常有强盗打劫来往行人，郡县无力阻止。朝廷于是任命刘志为延寿郡太守以督察。刘志示以恩信，群盗相继前来请罪。刘志上表说明情状，周武帝下诏全部免罪。从此郡界安宁，不再出现盗贼。刘志升任使持节、成州诸军事、成州刺史。刘志行政宽恕，百姓官吏敬爱他。天和五年（570年），刘志去世，朝廷赠予大将军、扬州刺史，谥号文，儿子刘子明继承爵位。

## 家庭

### 子女
- 刘子明，袭爵。弘雅有父风。历任右侍上士、大都督、绛州别驾。隋朝建立后任行台郎中、顺阳郡守。
- 刘子陵，司右中士、帅都督、凉州别驾。隋朝开皇初年，官拜姑臧郡守，不久加仪同三司，历任卫州、蔚州长史、幽州总管府司马、朔州总管府长史。